# انجلا تیلور ایسساینکو
انجلا تیلور ایسساینکو (انگلیسی: Angella Taylor-Issajenko؛ زادهٔ ۲۸ سپتامبر ۱۹۵۸) ورزشکار دو و میدانی اهل جامائیکا است.
وی همچنین برندهٔ جوایزی همچون رتبهٔ عضو نشان کانادا شده‌است.
وی در مسابقات کشوری و بین‌المللی در مجموع برندهٔ ۳ مدال طلا، ۵ مدال نقره، ۴ مدال برنز شده‌است.